# (32730) Lamarr
(32730) Lamarr (désignation provisoire 1951 RX) est un astéroïde de la ceinture principale de 3,064 km de diamètre découvert en 1951.

## Description
(32730) 1951 RX a été découvert le 4 septembre 1951 à l'observatoire du Königstuhl, situé à Königstuhl, près de la ville de Heidelberg, Bade-Wurtemberg en Allemagne, par Karl Wilhelm Reinmuth.

### Caractéristiques orbitales
L'orbite de cet astéroïde est caractérisée par un demi-grand axe de 2,21 ua, un périhélie de 1,75 ua, une excentricité de 0,21 et une inclinaison de 5,75° par rapport à l'écliptique. Du fait de ces caractéristiques, à savoir un demi-grand axe compris entre 2 et 3,2 ua et un périhélie supérieur à 1,666 ua, il est classé, selon la JPL Small-Body Database, comme objet de la ceinture principale.

### Caractéristiques physiques
(32730) 1951 RX a une magnitude absolue (H) de 14,5 et un albédo estimé à 0,327, ce qui permet de calculer un diamètre de 3,064 km. Ces résultats ont été obtenus grâce aux observations du Wide-field Infrared Survey Explorer (WISE), un télescope spatial américain mis en orbite en 2009 et observant l'ensemble du ciel dans l'infrarouge, et publiés en 2011 dans un article présentant les premiers résultats concernant les astéroïdes de la ceinture principale.